# René Buquin
René Buquin, né le 30 octobre 1869 à Orléans (Loiret) et mort le 29 décembre 1961 à La Flèche (Sarthe), est un homme politique français.

## Biographie
Docteur en médecine en 1895, il exerce à Durtal de 1895 à 1899, puis s'installe à La Flèche. Il prend sa retraite en 1955. Il est conseiller municipal de La Flèche de 1912 à 1944, et maire de 1912 à 1920 puis de 1925 à 1944, alors qu'il est révoqué pour son attitude sous le régime de Vichy. Président-fondateur de l'association des maires de la Sarthe, il est également conseiller d'arrondissement de 1912 à 1919, conseiller général de 1925 à 1943, et sénateur de la Sarthe de 1930 à 1936. Il siège au groupe de la Gauche démocratique, et intervient peu en séance. Il est battu de justesse au renouvellement de 1936. En dehors de ses activités médicales et politiques, il est l'auteur de plusieurs ouvrages sur la commune de La Flèche et ses alentours, dont La Flèche, Histoire résumée des origines à nos jours, paru en 1953.

## Décorations
- Officier d'Académie en 1910
- Officier de l'Instruction publique en 1914
- Chevalier de la Légion d'honneur au titre militaire en 1917
- Officier du Mérite social en 1936
- Officier de la Légion d'honneur en 1936

## Sources
- « René Buquin », dans le Dictionnaire des parlementaires français (1889-1940), sous la direction de Jean Jolly, PUF, 1960 [détail de l’édition]